# Nehonín
Nehonín (německy Nehonin) je malá vesnice, část města Jistebnice v okrese Tábor v Jihočeském kraji. Nachází se asi dva kilometry severovýchodně od Jistebnice. Nehonín leží v katastrálních územích Jistebnice o výměře 12,45 km² a Orlov u Jistebnice o výměře 10,59 km².

## Historie
První písemná zmínka o vesnici pochází z roku 1379.

## Obyvatelstvo
| Rok            | 1869 | 1880 | 1890 | 1900 | 1910 | 1921 | 1930 | 1950 | 1961 | 1970 | 1980 | 1991 | 2001 | 2011 | 2021 |
| -------------- | ---- | ---- | ---- | ---- | ---- | ---- | ---- | ---- | ---- | ---- | ---- | ---- | ---- | ---- | ---- |
| Počet obyvatel | 159  | 153  | 148  | 149  | 144  | 86   | 116  | 38   | 78   | 61   | 32   | 20   | 17   | 15   | 9    |
| Počet domů     | 20   | 21   | 23   | 22   | 23   | 23   | 23   | 15   | 15   | 17   | 13   | 17   | 19   | 19   | 19   |

## Obecní správa
Při sčítání lidu v letech 1850–1974 byl Nehonín osadou obce Orlov, s níž patřil nejprve do okresu Sedlčany, od roku 1950 pak do okresu Tábor. Od 1. ledna 1975 je částí města Jistebnice v okrese Tábor.